# Bolitoglossa altamazonica
Bolitoglossa altamazonica é uma espécie de anfíbio caudado pertencente à família Plethodontidae, sub-família Plethodontinae.